# Rebecca Smith (pływaczka)
Rebecca Smith (ur. 14 marca 2000 w Red Deer) – kanadyjska pływaczka specjalizująca się w stylu dowolnym i motylkowym, wicemistrzyni olimpijska i medalistka mistrzostw świata.

## Kariera
W 2017 roku na mistrzostwach świata w Budapeszcie płynęła w wyścigu eliminacyjnym sztafet mieszanych 4 × 100 m stylem zmiennym i otrzymała brązowy medal, kiedy Kanadyjczycy zajęli w finale trzecie miejsce.
Podczas igrzysk Wspólnoty Narodów w Gold Coast w kwietniu 2018 roku zdobyła srebrny medal w sztafecie 4 × 200 m stylem dowolnym. Cztery miesiące później na mistrzostwach Pacyfiku w Tokio wywalczyła brązowe medale w sztafetach kraulowych 4 × 100 i 4 × 200 m. W konkurencji 100 m stylem motylkowym z czasem 58,19 zajęła czwarte miejsce.
Na mistrzostwach świata w Gwangju płynęła w wyścigach eliminacyjnych sztafet 4 × 100 i 4 × 200 m stylem dowolnym kobiet oraz 4 × 100 m stylem zmiennym i otrzymała brązowe medale, gdy Kanadyjki w finałach uplasowały się na trzeciej pozycji. Na dystansie 100 m stylem motylkowym uzyskała czas 57,59 i zajęła 10. miejsce.
W 2021 roku podczas igrzysk olimpijskich w Tokio wraz z Kaylą Sanchez, Margaret MacNeil i Penny Oleksiak zdobyła srebrny medal w sztafecie 4 × 100 m stylem dowolnym. Płynęła również w sztafecie kraulowej 4 × 200 m, która uplasowała się tuż za podium.